# Celtis latifolia
Celtis latifolia es una especie de planta herbácea perteneciente a la familia  Cannabaceae. Es originaria de Papúa Nueva Guinea.

## Descripción
Son árboles de gran tamaño (hasta 30 m de altura); con tronco cilíndrico de 50 cm de diámetro y con contrafuertes presentes. Las hojas se encuentran espaciadas a lo largo de las ramas en espiral y son grandes y persistentes. La inflorescencia es axilar con las flores en un eje ramificado,  con flores masculinas y femeninas en la misma planta. El fruto es una drupa con semillas de 1 a 5 mm de largo.

## Taxonomía
Celtis latifolia fue descrita por (Blume) Planch. y publicado en Prodromus Systematis Naturalis Regni Vegetabilis 17: 186. 1873.
Etimología
Celtis: nombre genérico que deriva de céltis f. – lat. celt(h)is  = en Plinio el Viejo, es el nombre que recibía en África el "lotus", que para algunos glosadores es el azufaifo (Ziziphus jujuba Mill., ramnáceas) y para otros el almez (Celtis australis L.)
latifolia: epíteto latíno que significa "con hojas anchas".
Sinonimia
- Celtis kajewskii Merr. & L.M.Perry
- Celtis zippelii (Blume) Planch.
- Solenostigma latifolium Blume
- Solenostigma zippelii Blume[5][6]